# Lagunas de Palos y Las Madres
Lagunas de Palos y Las Madres este o arie protejată (sit de importanță comunitară — SCI) din Spania întinsă pe o suprafață de 648,95 ha, integral pe uscat.

## Localizare
Centrul sitului Lagunas de Palos y Las Madres este situat la coordonatele 37°09′58″N 6°52′39″W / 37.1662°N 6.8775°V.

## Înființare
Situl Lagunas de Palos y Las Madres a fost declarat sit de importanță comunitară în decembrie 1997 pentru a proteja 1 specie de plante și 59 de specii de animale.

## Biodiversitate
Situată în ecoregiunile marină Atlantică și mediteraneană, aria protejată conține 16 habitate naturale: Mlaștini calcaroase cu Cladium mariscus și specii de Caricion davallianae, Salicornia și alte specii anuale care populează regiunile mlăștinoase și nisipoase, Galerii de Salix alba și de Populus alba, Dune fixe decalcificate atlantice (Calluno-Ulicetea), Lacuri eutrofice naturale cu vegetație de tip Magnopotamion sau Hydrocharition, Dune împădurite cu Pinus pinea și/sau Pinus pinaster, Lagune de coastă, Dune cu vegetație ierboasă Malcolmietalia, Galerii și tufărișuri riverane sudice (Nerio-Tamaricetea și Securinegion tinctoriae), Dune cu tufărișuri sclerofile Cisto-Lavenduletalia, Râuri mediteraneene cu debit permanent cu specii de Paspalo-Agrostidion și galerii riverane de Salix și de Populus alba, Lacuri și iazuri distrofice naturale, Pajiști umede mediteraneene cu ierburi înalte de Molinio-Holoschoenion, Dune de coastă cu Juniperus spp., Formațiuni stabile xerotermofile de Buxus sempervirens pe pante stâncoase (Berberidion p.p.), Iazuri temporare mediteraneene.
La baza desemnării sitului se află mai multe specii protejate:
- plante (1): Armeria velutina
- păsări (53): fluierar de munte (Actitis hypoleucos), rață sulițar (Anas acuta), rață pitică (Anas crecca), rață mare (Anas platyrhynchos), Aquila adalberti, stârc cenușiu (Ardea cinerea), stârc roșu (Ardea purpurea), stârc galben (Ardeola ralloides), ciuf de câmp (Asio flammeus), rață-cu-cap-castaniu (Aythya ferina), rața moțată (Aythya fuligula), rață roșie (Aythya nyroca), buhai de baltă (Botaurus stellaris), Bubulcus ibis, chirichița cu obraz alb (Chlidonias hybrida), chirighiță neagră (Chlidonias niger), barză albă (Ciconia ciconia), erete de stuf (Circus aeruginosus), egretă mică (Egretta garzetta), lișiță (Fulica atra), Fulica cristata, becațină comună (Gallinago gallinago), găinușă de baltă (Gallinula chloropus), pescăriță mare (Hydroprogne caspia), stârc pitic (Ixobrychus minutus), Larus audouinii, pescăruș negricios (Larus fuscus), pescăruș-cu-cap-negru (Larus melanocephalus), Larus michahellis, pescăruș râzător (Larus ridibundus), rață fluierătoare (Mareca penelope), rață pestriță (Mareca strepera), Marmaronetta angustirostris, rață cu ciuf (Netta rufina), stârc de noapte (Nycticorax nycticorax), Oxyura leucocephala, vultur pescar (Pandion haliaetus), cormoran mare (Phalacrocorax carbo carbo), lopătar (Platalea leucorodia), țigănuș (Plegadis falcinellus), corcodel mare (Podiceps cristatus), Porphyrio porphyrio porphyrio, sitar de pădure (Scolopax rusticola), Spatula clypeata, rață cârâitoare (Spatula querquedula), chiră de baltă (Sterna hirundo), chiră mică (Sternula albifrons), corcodel mic (Tachybaptus ruficollis), chiră de mare (Thalasseus sandvicensis), fluierar de mlaștină (Tringa glareola), fluierarul de zăvoi (Tringa ochropus), fluierarul cu picioare roșii (Tringa totanus), nagâț (Vanellus vanellus)
- amfibieni (1): Discoglossus galganoi
- mamifere (3): vidră de râu (Lutra lutra), râs iberic (Lynx pardinus), liliacul mic cu potcoavă (Rhinolophus hipposideros)
- reptile (2): țestoasa de baltă (Emys orbicularis), Mauremys leprosa

Pe lângă speciile protejate, pe teritoriul sitului au mai fost identificate 20 de specii de plante, 2 specii de păsări.